# Соррентино, Фернандо
Фернандо Соррентино (исп. Fernando Sorrentino; 8 ноября 1942, Буэнос-Айрес, Аргентина) — аргентинский писатель, журналист, литературный критик, филолог и преподаватель. Представитель магического реализма. Известен своими интервью с Хорхе Луисом Борхесом. Его работы переведены на английский, португальский, итальянский, немецкий, французский, финский, венгерский, польский, болгарский, китайский, вьетнамский, тамильский и русский языки.

## Рассказы
- La regresión zoológica, 1969
- Imperios y servidumbres, 1972
- El mejor de los mundos posibles, 1976
- En defensa propia, 1982
- El remedio para el rey ciego, 1984
- El rigor de las desdichas, 1994
- Per colpa del dottor Moreau ed altri racconti fantastici, 2006

## Произведения
- Costumbres de los muertos, 1996
- Sanitarios centenarios, 1979

## Книги для детей
- Cuentos del Mentiroso, 1978
- El Mentiroso entre guapos y compadritos, 1994
- La recompensa del príncipe, 1995
- Historias de María Sapa y Fortunato, 1995
- El Mentiroso contra las Avispas Imperiales, 1994
- La venganza del muerto, 1997
- El que se enoja, pierde, 1999
- Aventuras del capitán Bancalari, 1999
- Cuentos de don Jorge Sahlame, 2001
- El Viejo que Todo lo Sabe, 2001.

В 2006 году Фернандо Соррентино опубликовал сборник своих коротких рассказов под названием: «Per colpa del dottor Moreau ed altri racconti fantastici».